# Casana eucampsa
Casana eucampsa är en fjärilsart som beskrevs av Turner. Casana eucampsa ingår i släktet Casana och familjen säckspinnare. Inga underarter finns listade i Catalogue of Life.